# Каковиха (мыс)
Каковиха — мыс на Терском берегу Белого моря. Административно находится на территории ЗАТО города Островного Мурманской области России.

## Географическое положение
Мыс Каковиха расположен севернее Лумбовского залива в северной части Белого моря. Является входным мысом Лумбовского залива с северо-западной стороны.

## Описание
Мыс Каковиха имеет пологие склоны, спускающиеся к морю и покрытые травой и мхом.
Длина мыса составляет около 700 метров, ширина 200—220 метров.
Северная оконечность данного мыса является одной из определяющих точек границ муниципального образования административно-территориального образования города Основной (от мыса Каковиха по акватории Лумбовского залива до мыса Оборный, включая остров Лумбовский). Здесь произрастает большое количество мхов и растений, некоторые из которых являются редкими и занесены в Красную Книгу. Мхи: Aloina brevirostris, Barbula unguiculata, Aulacomnium palustre (Hedw.) Schwägr.
В составе разнотравного луга можно встретить: Castilleja lapponica Gand., Botrychium lunaria (L.) Sw., Dianthus superbus L., С Stereodon sp. (Б108/ 12-07); с Barbula unguiculata, Bryum sp., Sanionia unci- nata (Б108/13-07) (Belkina, 2010) и многие другие.

## Примечание
1. 1 2  Лист карты Q-37-V,VI Лумбовка. Масштаб: 1 : 200 000.
2. ↑  Каковиха, Коковиха (недоступная ссылка — история). ke-culture.gov-murman.ru. Дата обращения: 22 декабря 2022.
3. ↑  Лоция Белого моря. rivermaps.ru. Дата обращения: 22 декабря 2022. Архивировано 6 января 2014 года.
4. ↑  Об утверждении границ закрытого административно-территориального образования - города Островного Мурманской области. pravo.levonevsky.org. Дата обращения: 20 декабря 2022. Архивировано 27 сентября 2020 года.
5. ↑  Белкина, О. А. Мхи побережья Лумбовского залива (Кольский полуостров, Россия) Архивная копия от 22 декабря 2022 на Wayback Machine / О. А. Белкина, А. Ю. Лихачев // Arctoa. — 2016. — Т. 25. — № 2. — С. 393—407. — doi:10.15298/arctoa.25.32. — EDN XQRKOJ.